# Baring (Washington)
Baring és una concentració de població designada pel cens dels Estats Units a l'estat de Washington. Segons el cens del 2000 tenia 233 habitants.

## Demografia
Segons el cens del 2000, Baring tenia 233 habitants, 105 habitatges, i 59 famílies. La densitat de població era de 53,5 habitants per km².
Dels 105 habitatges en un 22,9% hi vivien nens de menys de 18 anys, en un 49,5% hi vivien parelles casades, en un 4,8% dones solteres, i en un 43,8% no eren unitats familiars. En el 32,4% dels habitatges hi vivien persones soles el 4,8% de les quals corresponia a persones de 65 anys o més que vivien soles. El nombre mitjà de persones vivint en cada habitatge era de 2,22 i el nombre mitjà de persones que vivien en cada família era de 2,81.
Per edats la població es repartia de la següent manera: un 19,7% tenia menys de 18 anys, un 3% entre 18 i 24, un 37,8% entre 25 i 44, un 29,2% de 45 a 60 i un 10,3% 65 anys o més.
L'edat mediana era de 40 anys. Per cada 100 dones de 18 o més anys hi havia 122,6 homes.
La renda mediana per habitatge era de 40.875 $ i la renda mediana per família de 46.500 $. Els homes tenien una renda mediana de 38.125 $ mentre que les dones 32.292 $. La renda per capita de la població era de 22.571 $. Aproximadament el 6,9% de les famílies i el 7,2% de la població estaven per davall del llindar de pobresa.

## Poblacions més properes
El següent diagrama mostra les poblacions més properes.